# Trdinova ulica, Ljubljana
Trdinova ulica je ena izmed ulic v Ljubljani.

## Zgodovina
Leta 1906 so po slovenskemu pisatelju in zgodovinarju Janezu Trdini poimenovali eno izmed dveh novih ulic ob tam ležeči Sodni palači).
Leta 1923 so dotedanjo Trdinovo ulico preimenovali v Janeza Trdina ulico.
Leta 1952 so podrli zapore pri Sodni palači in tako podaljšali ulico do Miklošičeve ceste.

## Urbanizem
Ulica se prične na T-križišču s Slovensko cesto; urbanistično je razdeljena na dva dela:
- od križišča s Slovensko cesto do križišča s Cigaletovo ulico in
- od križišča s Cigaletovo ulico do križišča s Miklošičevo cesto.